# 半齒脂鯉科
半齒脂鯉科為輻鰭魚綱脂鯉目的一個科。

## 分類
半齒脂鯉科下分5個屬，如下：

### 無牙脂鯉屬（Anodus）
- 長身無牙脂鯉（Anodus elongatus）
- 奧連無牙脂鯉（Anodus orinocensis）

### 懶齒鯉屬（Argonectes）
- 長頭懶齒鯉（Argonectes longiceps）
- 羅氏懶齒鯉（Argonectes robertsi）

### 鰓脂鯉屬（Bivibranchia）
- 孖斑鰓脂鯉（Bivibranchia bimaculata）
- 福氏鰓脂鯉（Bivibranchia fowleri）
- 巴西鰓脂鯉（Bivibranchia notata）
- 仿鰓脂鯉（Bivibranchia simulata）
- 捷泳鰓脂鯉（Bivibranchia velox）

### 半齒脂鯉屬（Hemiodus）
- 亞馬遜半齒脂鯉（Hemiodus amazona）
- 銀半齒脂鯉（Hemiodus argenteus）
- 鰭半齒脂鯉（Hemiodus atranalis）
- 戈氏半齒脂鯉（Hemiodus goeldii）
- 細半齒脂鯉（Hemiodus gracilis）
- 赫氏半齒脂鯉（Hemiodus huraulti）
- 無斑半齒脂鯉（Hemiodus immaculatus）
- 伊拉塔普魯河半齒脂鯉(Hemiodus iratapuru)
- 賈頓半齒脂鯉（Hemiodus jatuarana）
- 小鱗半齒脂鯉（Hemiodus microlepis）
- 直半齒脂鯉（Hemiodus orthonops）
- 盾半齒脂鯉（Hemiodus parnaguae）
- 四斑半齒脂鯉（Hemiodus quadrimaculatus）
- 半紋半齒脂鯉（Hemiodus semitaeniatus）
- 斯氏半齒脂鯉（Hemiodus sterni）
- 特氏半齒脂鯉（Hemiodus ternetzi）
- 南美半齒脂鯉（Hemiodus thayeria）
- 圖康河半齒脂鯉（Hemoodus tocantinensis）
- 單斑半齒脂鯉（Hemiodus unimaculatus）
- 沃氏半齒脂鯉（Hemiodus vorderwinkleri）

### 小柄齒鯉屬（Micromischodus）
- 小柄齒鯉（Micromischodus sugillatus）